# Ortholíthi
Ortholíthi är ett berg i Grekland.   Det ligger i regionen Attika, i den sydöstra delen av landet, 60 km sydväst om huvudstaden Aten. Toppen på Ortholíthi är 1 103 meter över havet, eller 640 meter över den omgivande terrängen. Bredden vid basen är 12,0 km.
Terrängen runt Ortholíthi är kuperad. Havet är nära Ortholíthi åt nordost. Runt Ortholíthi är det ganska glesbefolkat, med 22 invånare per kvadratkilometer. Närmaste större samhälle är Kranídi, 18,4 km söder om Ortholíthi. Trakten runt Ortholíthi består i huvudsak av gräsmarker.